# Kościół św. Ducha we Wrocławiu (Tarnogaj)
Kościół św. Ducha we Wrocławiu na Tarnogaju – kościół funkcjonujący w latach 1929–1945, który znajdował się we Wrocławiu przy ul. Nyskiej.

## Architektura
Projektantem świątyni był wrocławski architekt Hermann Pfafferott. Kościół wzniesiono z cegły jako okazałą sześcioprzęsłową budowlę na planie krzyża łacińskiego z prostokątną apsydą i kolebkowym sklepieniem. Wzniesiony obiekt posiadał nowoczesną formę z elementami gotycyzującymi. Po zachodniej stronie wzniesiono wysoką wieżę z namiotowym dachem. W skład zespołu wchodził również dom parafialny. Wewnątrz zamontowano organy Sauera z Frankfurtu nad Odrą.

## Historia
Mieszkający na Tarnogaju katolicy należeli od 1893 do wrocławskiej parafii św. Henryka. Włączenie miejscowości do Wrocławia w 1904 spowodowało gwałtowny rozwój ludnościowy, w wyniku czego w 1928 obejmująca Tarnogaj parafia katolicka liczyła ponad 21,5 tys. parafian. Stan ten spowodował podjęcie decyzji o budowie nowego kościoła przy ul. Nyskiej. W tym celu w kwietniu 1926 zakupiono działkę budowlaną między dzisiejszą ul. Piękną i Ziębicką. Wykopy pod budowę rozpoczęto w październiku 1927. Jesienią 1928 kościół w stanie surowym był gotowy, a jego konsekracja miała miejsce już 20 stycznia 1929. Liczba katolików wynosiła wówczas 3,6 tys., w 1937 – ponad 4 tys. 1 stycznia 1932 przy kościele erygowano nową parafię Ducha Świętego.
W 1945, podczas oblężenia Wrocławia, kościół znalazł się na linii frontu i został zniszczony w 70%. Z relacji ks. Peikerta wynika, że z uwagi na uszkodzenia nabożeństwa nie były w nim odprawiane już od 4 marca 1945. Ruiny rozebrano w 1954, a funkcje sakralne pełnił barak u zbiegu ulic Kamienieckiej i Gazowej.
Na przełomie lat 50. i 60. XX wieku rozważano odbudowę kościoła w nowej formie i przy wykorzystaniu zachowanych fundamentów. Opracowane wówczas dwa wstępne projekty Jerzego Wojnarowicza i Tadeusza Zipsera nie zostały wykorzystane z powodu braku zezwolenia władz. Ostatecznie w miejscu świątyni stanęła piekarnia, a nowy kościół wzniesiono w eksponowanym miejscu u zbiegu ulic Bardzkiej i Pięknej.